# Wojtek Zrałek-Kossakowski
Wojtek Zrałek-Kossakowski (ur. 1982 w Warszawie) – artysta pogranicza teatru i muzyki, animator kultury. Studiował pedagogikę i filozofię na Uniwersytecie Warszawskim.
Dramaturg, autor scenariuszy, reżyser i twórca muzyki pracujący w Polsce (m.in. w warszawskim Teatrze Studio, gdańskim Teatrze Wybrzeże, poznańskim Teatrze Nowym) i w Niemczech (Maxim Gorki Theater w Berlinie). Laureat licznych nagród, m.in.: Nagrody Teatralnej Marszałka Województwa Pomorskiego, Nagrody dla Indywidualności Artystycznej i Nagrody Dziennikarzy Festiwalu Kontrapunkt, Nagrody za oryginalny polski tekst dramatyczny lub adaptację na Festiwalu Polskiego Radia i Telewizji „Dwa Teatry” (ze Zbigniewem Brzozą) czy nagrody za adaptację „Przedwiośnia” w II edycji konkursu Klasyka Żywa (z Natalią Korczakowską). Dwukrotny finalista Ogólnopolskiego Konkursu na Wystawienie Polskiej Sztuki Współczesnej.
Autor cieszących się dużym uznaniem słuchowisk realizowanych m.in. z Marcinem Lenarczykiem (djLenar), Martą Malikowską i Marcinem Maseckim. Animator kultury i kurator, tworzył program muzyczny 7. Berlin Biennale, festiwalu Łódź 4 Kultur, warszawskiego Centrum Kultury Nowy Wspaniały Świat, kurator i twórca festiwalu słuchowisk Do usłyszenia na Placu Defilad i serii słuchowisk Klasyka do usłyszenia. Okazjonalnie DJ i producent muzyczny.
W roku 2013 zastępca dyrektora festiwalu Łódź 4 Kultur (za dyrekcji Zbigniewa Brzozy), w latach 2016-2017 dramaturg warszawskiego Teatru Studio, od roku 2019 związany z Teatrem Zagłębia w Sosnowcu. Kierownik artystyczny Jasnej 10: Warszawskiej Świetlicy Krytyki Politycznej. Stypendysta Ministerstwa Kultury i Dziedzictwa Narodowego w roku 2018 oraz austriackiego Bundeskanzleramt i KulturKontakt Austria w roku 2019. Członek zespołu Krytyki Politycznej. W społecznościowym Radiu Kapitał prowadzi wraz z Michałem Mendykiem audycję o słuchowiskach "Do usłyszenia w Radiu Kapitał". Także tłumacz i publicysta - poza „Krytyką Polityczną” publikował m.in. w „Gazecie Wyborczej", „Courrier international", „Glissando” „Kulturze Popularnej”, „Nowej Fantastyce”.

## Twórczość teatralna
- Republika Marzeń – autor scenariusza i dramaturg spektaklu w reżyserii Jacka Jabrzyka, premiera: 1 czerwca 2020, Teatr Zagłębia w Sosnowcu
- Biesy VR – autor koncepcji dźwiękowej instalacjina podstawie spektaklu w reżyserii Natalii Korczakowskiej, premiera: 14 lutego 2020, Teatr Studio w Warszawie
- Obiecana Ziemia Obiecana – autor muzyki do spektaklu w reżyserii Katarzyny Raduszyńskiej, premiera: 29 kwietnia 2019, Poznański Teatr Tańca
- Opera dla Głuchych – autor scenariusza i reżyser spektaklu, premiera: 23 listopada 2018, Teatr Studio w Warszawie
- My Private Apocalypse – współautor scenariusza i dramaturg spektaklu w reżyserii Krzysztofa Minkowskiego, premiera: 28 września 2018, Maxim Gorki Theater w Berlinie
- Biesy – autor muzyki do spektaklu w reżyserii Natalii Korczakowskiej, premiera: 27 stycznia 2018, Teatr Studio w Warszawie
- Powolne ciemnienie malowideł – autor opracowanie muzycznego czytania w reżyserii Michała Borczucha, premiera: 10 kwietnia 2017, Teatr Studio w Warszawie
- Urodziny Konstytucji RP – reżyser i autor instalacji dźwiękowej performensu, premiera: 2 kwietnia 2017, Teatr Studio w Warszawie
- Berlin Alexanderplatz – dramaturg i współautor muzyki do spektaklu w reżyserii Natalii Korczakowskiej, premiera: 27 stycznia 2017, Teatr Studio w Warszawie
- Taśmy Gdańskie – reżyser i autor scenariusza spektaklu, premiera: 6 listopada 2016, Teatr Miniatura w Gdańsku
- Die zwei Monddiebe – współautor scenariusza i opracowania muzycznego, dramaturg spektaklu w reżyserii Krzysztofa Minkowskiego, premiera: 8 października 2016, Maxim Gorki Theater w Berlinie
- CBAPKA / Swarka – autor muzyki do spektaklu Katarzyny Szyngiery, premiera: 4 września 2016, Teatr Polski w Bydgoszczy
- Przedwiośnie – dramaturg, współautor adaptacji spektaklu w reżyserii Natalii Korczakowskie, premiera: 14 marca 2015, Teatr Wybrzeże w Gdańsku
- Obwód głowy – współautor scenariusza, dramaturg spektaklu w reżyserii Zbigniewa Brzozy, premiera: 24 października 2014, Teatr Nowy w Poznaniu
- Mżawka Górna – reżyser czytania, premiera: 15 maja 2014, Teatr Miniatura w Gdańsku
- Hamlet – dramaturg, autor opracowania muzycznego spektaklu w reżyserii Krzysztofa Minkowskiego, premiera: 15 marca 2014, Teatr Ludowy w Krakowie
- Sprawa Operacyjnego Rozpoznania – współautor scenariusza, dramaturg spektaklu w reżyserii Zbigniewa Brzozy, premiera: 27 sierpnia 2011, Teatr Wybrzeże w Gdańsku
- Austria – reżyser czytania, premiera: 24 czerwca 2011, Świetlica Krytyki Politycznej w Gdańsku
- Nowy Don Kichot – autor scenariusza, dramaturg spektaklu w reżyserii Katarzyny Raduszyńskiej, premiera: 8 stycznia 2011, Teatr im. Wilama Horzycy w Toruniu
- Trzy siostry – dramaturg spektaklu w reżyserii Krzysztofa Minkowskiego, premiera: 13 marca 2009, Teatr Norwida w Jeleniej Górze
- Intryga i miłość – dramaturg spektaklu w reżyserii Katarzyny Raduszyńskiej, premiera: 7 listopada 2008, Teatr Norwida w Jeleniej Górze
- Śmierć Człowieka-Wiewiórki – dramaturg spektaklu w reżyserii Natalii Korczakowskiej, premiera: 27 września 2007, Teatr Norwida w Jeleniej Górze

## Twórczość słuchowiskowa i muzyczna
- M.O.W. Mówimy o wolności – reżyser i autor scenariusza słuchowiska, 2019
- Ferdydurke – reżyser i autor scenariusza słuchowiska zrealizowanego wspólnie z Marcinem Lenarczykiem i Martą Malikowską, 2018
- Fabryka Sensów Osobistych – reżyser słuchowiska, 2017
- Marsz, Marsz – reżyser i autor scenariusza słuchowiska zrealizanego wspólnie z Marcinem Lenarczykiem, 2017
- Jutro będzie słońce – reżyser i autor zrealizowanego wspólnie z Marcinem Lenarczykiem i Marcinem Zabrockim, 2016
- Fortepian Chopina – reżyser i autor scenariusza zrealizowanego wspólnie z Marcinem Lenarczykiem i Marcinem Mascekim, 2015
- Golgota Picnic and Golgota vs Picnic – współreżyser słuchowiska zrealizowanego z Michałem Liberą, 2014
- Hymnen – kurator i producent płyty nagranej przez Candelarię Saenz Valiente i Marcina Maseckiego, 2014

## Inne
Jako autor scenariuszy i muzyki współpracuje m.in. przy pracach filmowych Katarzyny Górnej. 